# زمین‌لرزه ۱۹۱۵ آوتسانو
زمین‌لرزه آوتسانو  در تاریخ ۱۳ ژانویه ۱۹۱۵ میلادی، برابر با ‎۲۲ دی ۱۲۹۳، ساعت ۶:۵۲:۴۲ به زمان یوتی‌سی در ایتالیا، منطقه آوتسانو رخ داد. بزرگی آن ۶٫۹ در مقیاس Ms اعلام شده‌است. زمین‌لرزه به وقت محلی در روز چهارشنبه، ساعت ۷ روی داده و منطقه زمانی آن یوتی‌سی +۱ بوده‌است (با لحاظ تغییر ساعت تابستانی).
سازمان زمین‌شناسی آمریکا نیز جای این زمین‌لرزه را در مختصات ۴۲°۰۰′شمالی ۱۳°۳۰′شرقی / ۴۲°شمالی ۱۳٫۵°شرقی و بزرگی آنرا برابر با ۷٫۵ در مقیاس ریشتر اعلام کرده‌است. ژرفای گزارش شده از سوی این سازمان ۱۰ کیلومتر می‌باشد.
شمار کشتگان زلزله حدود ۳۲۶۱۰ نفر بوده‌است.